# Ivan Toney
Ivan Benjamin Elijah Toney (* 16. März 1996 in Northampton) ist ein englischer Fußballspieler. Der Stürmer steht seit September 2024 bei Al-Ahli unter Vertrag und ist englischer Nationalspieler.

## Karriere

### Northampton Town

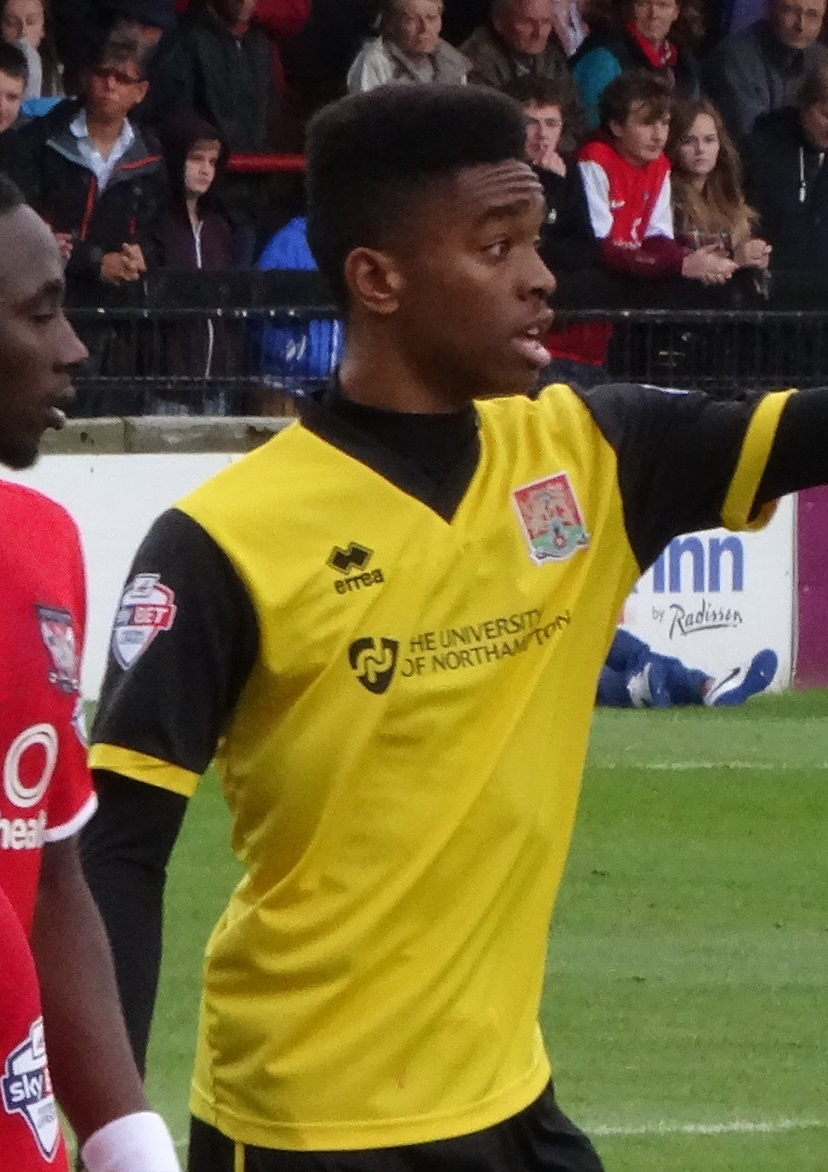
Toney als Spieler von Northampton Town (2014)

Der in Northampton geborene Ivan Toney entstammt der Jugendabteilung von Northampton Town. Sein Debüt in der ersten Mannschaft gab er am 13. November 2012 bei der 5:7-Niederlage nach Elfmeterschießen gegen Bradford City im FA Cup, als er in der 91. Spielminute für Lewis Wilson eingewechselt wurde. Mit 16 Jahren wurde der Stürmer damit zum jüngsten eingesetzten Spieler in Northamptons Vereinshistorie. Sein Ligadebüt blieb ihm in dieser Spielzeit 2012/13 verwehrt, in der nächsten Saison 2013/14 kam er in der viertklassigen Football League Two bereits sporadisch zum Einsatz.
Am 26. April 2014 (45. Spieltag) schoss er die abstiegsbedrohte Mannschaft mit einem Doppelpack zum 3:0-Auswärtssieg gegen Dagenham & Redbridge. Am letzten Spieltag gegen Oxford United trug er mit einem Treffer und einer Vorlage zum 3:1-Heimsieg bei, wodurch die Cobblers in der letzten Partie dem Abstieg entrinnen konnten. In dieser Spielzeit bestritt er 13 Ligaspiele, in denen ihm drei Torerfolge und einen Assist verbuchen konnte. In der nächsten Saison 2014/15 gelang ihm der Sprung zum Stammspieler und mit acht Toren und vier Vorlagen in 40 Ligaeinsätzen konnte der Jungspund überzeugen.

### Newcastle United
Am 6. August 2015 wechselte Toney zum Erstligisten Newcastle United, wo er einen langfristigen Vertrag unterzeichnete. Sein Debüt gab er am 25. August 2015 beim 4:1-Ligaspokalsieg gegen seinen ehemaligen Arbeitgeber Northampton Town, als er in der 78. Spielminute für Massadio Haïdara eingewechselt wurde. Auf seinen ersten Einsatz in der Premier League musste er bis zum 2:2-Unentschieden gegen den FC Chelsea einen Monat später (7. Spieltag) warten, bei dem er in der Schlussphase für Aleksandar Mitrović eingewechselt wurde. Die nächsten Wochen verbrachte er bei der Reservemannschaft in der Premier League 2.

#### Leihgeschäfte
Am 9. November 2015 wechselte er für 28 Tage auf Leihbasis zum Drittligisten FC Barnsley. Einen Tag später stand er beim 2:1-Heimsieg in der Football League Trophy gegen York City bereits in der Startformation. Sein erstes Tor erzielte er am 5. Dezember im Pokal gegen Wigan Athletic. Das Spiel endete nach der regulären Spielzeit 2:2 und ging nach einer torlosen Verlängerung ins Elfmeterschießen, welches Barnsley gewann und in diesem Toney seinen Versuch erfolgreich verwerten konnte. Das Leihgeschäft wurde im Anschluss vorerst verlängert, bereits am 23. Dezember 2015 beorderte Newcastle United ihn nach zwei Treffern in acht Einsätzen aber wieder zurück.
Bei den abstiegsbedrohten Magpies spielte er aber auch aufgrund einer Sprunggelenksverletzung keine Rolle und kam lediglich zu einem Kurzeinsatz in der Premier League. Am 24. März 2016 wurde er deshalb für die verbleibende Saison 2015/16 an den FC Barnsley ausgeliehen. Am 3. April 2016 besiegte er mit den Tykes im Endspiel der Football League Trophy Oxford United mit 3:2. In der Liga platzierte man sich auf dem sechsten Tabellenplatz und qualifizierte sich somit für die Aufstiegs-Playoffs. Im Halbfinale wurde der FC Walsall in zwei Spielen klar geschlagen und im Finale bezwang die Mannschaft den FC Millwall mit 3:1. Toney wurde in allen drei Spielen eingewechselt. Für Barnsley absolvierte er in seinen zwei Leihperioden insgesamt 18 Ligaeinsätze, in denen ihm ein Treffer gelang.
Am 8. August 2016 wechselte Toney für ein halbes Jahr auf Leihbasis zum Drittligisten Shrewsbury Town. Fünf Tage später (2. Spieltag) gab er beim torlosen Unentschieden gegen Coventry City sein Debüt im Trikot der Shrews. Am 3. September (6. Spieltag) markierte er beim 3:2-Auswärtssieg gegen Oldham Athletic sein erstes Saisontor. Mit sechs Toren in 20 Ligaeinsätzen kehrte er am 5. Januar 2017 nach Newcastle zurück.
Bereits eine Woche später wurde er für die restliche Saison 2016/17 zu Shrewsburys Ligakonkurrenten Scunthorpe United ausgeliehen. Dort konnte er sich erst zum Ende der Spielzeit einen Stammplatz erarbeiten und mit dem Iron qualifizierte er sich für die Aufstiegs-Playoffs, wo man jedoch bereits im Halbfinale am FC Millwall scheiterte. Für Scunthorpe machte er 17 Ligaspiele, in denen er sieben Torerfolge verbuchen konnte.
Auch zur nächsten Saison 2017/18 wechselte Toney in einem Leihgeschäft in die EFL League One, diesmal wurde er für ein Jahr an Wigan Athletic ausgeliehen. Beim Aufstiegsaspiranten erlebte er einen starken Einstand, seine Form konnte er jedoch nicht lange halten und spätestens ab November 2017 wurde er nur noch als Einwechselspieler berücksichtigt. Am 10. Januar 2018 wurde der Leihvertrag in beidseitigem Einverständnis aufgekündigt und er kehrte abermals nach Newcastle zurück. Für die Latics bestritt er 25 Ligaspiele, in denen ihm vier Treffer gelangen.
Bereits am nächsten Tag kehrte er auf Leihbasis zu Scunthorpe United zurück. Beim Verein aus Lincolnshire schaffte er seine Torquote zu steigern und mit Scunthorpe erreichte er erneut die Aufstiegs-Playoffs. Dort scheiterte man jedoch wie im Vorjahr bereits im Halbfinale, diesmal an Rotherham United. Toney trug mit acht Toren in 18 Ligaeinsätzen zu einer dennoch erfolgreichen Saison bei.

### Peterborough United
Am 9. August 2018 verließ Toney Newcastle United endgültig, nachdem er zuvor bereits seit rund zweieinhalb Jahren kein Pflichtspiel mehr für den Verein bestritten hatte. Der Drittligist Peterborough United sicherte sich die Dienste des Stürmers und stattete ihn mit einem langfristigen Vertrag aus. Sein Debüt gab er zwei Tage später (2. Spieltag) beim 4:1-Auswärtssieg gegen den AFC Rochdale, als er in der 72. Spielminute für Jason Cummings eingewechselt wurde. Am 8. September (7. Spieltag) schoss er seine Mannschaft in der 87. Spielminute zum 3:2-Auswärtssieg gegen Southend United. Toney entwickelte sich rasch zum Stammspieler und schaffte es mit guten Leistungen zu überzeugen. Am 29. Dezember (25. Spieltag) gelang ihm beim 4:0-Auswärtssieg gegen Accrington Stanley ein Hattrick. In dieser Saison 2018/19 gelangen ihm in 44 Ligaeinsätzen 16 Tore und sieben Vorlagen.
In der aufgrund der COVID-19-Pandemie verkürzten Spielzeit 2019/20 konnte er sich nochmals beachtlich steigern. Am 14. September 2019 schnürte er beim 6:0-Heimsieg gegen den AFC Rochdale einen Dreierpack. In 32 Ligaeinsätzen gelangen ihm 24 Treffer, womit er mit Abstand der erfolgreichste Torjäger der dritthöchsten englischen Spielklasse war. Toney erweckte mit diesen Leistungen das Interesse höherklassigerer Vereine und im Sommer 2020 bestätigte Darragh MacAnthony, der Besitzer der Posh, den Verkauf des Stürmers im kommenden Transferfenster.

### FC Brentford

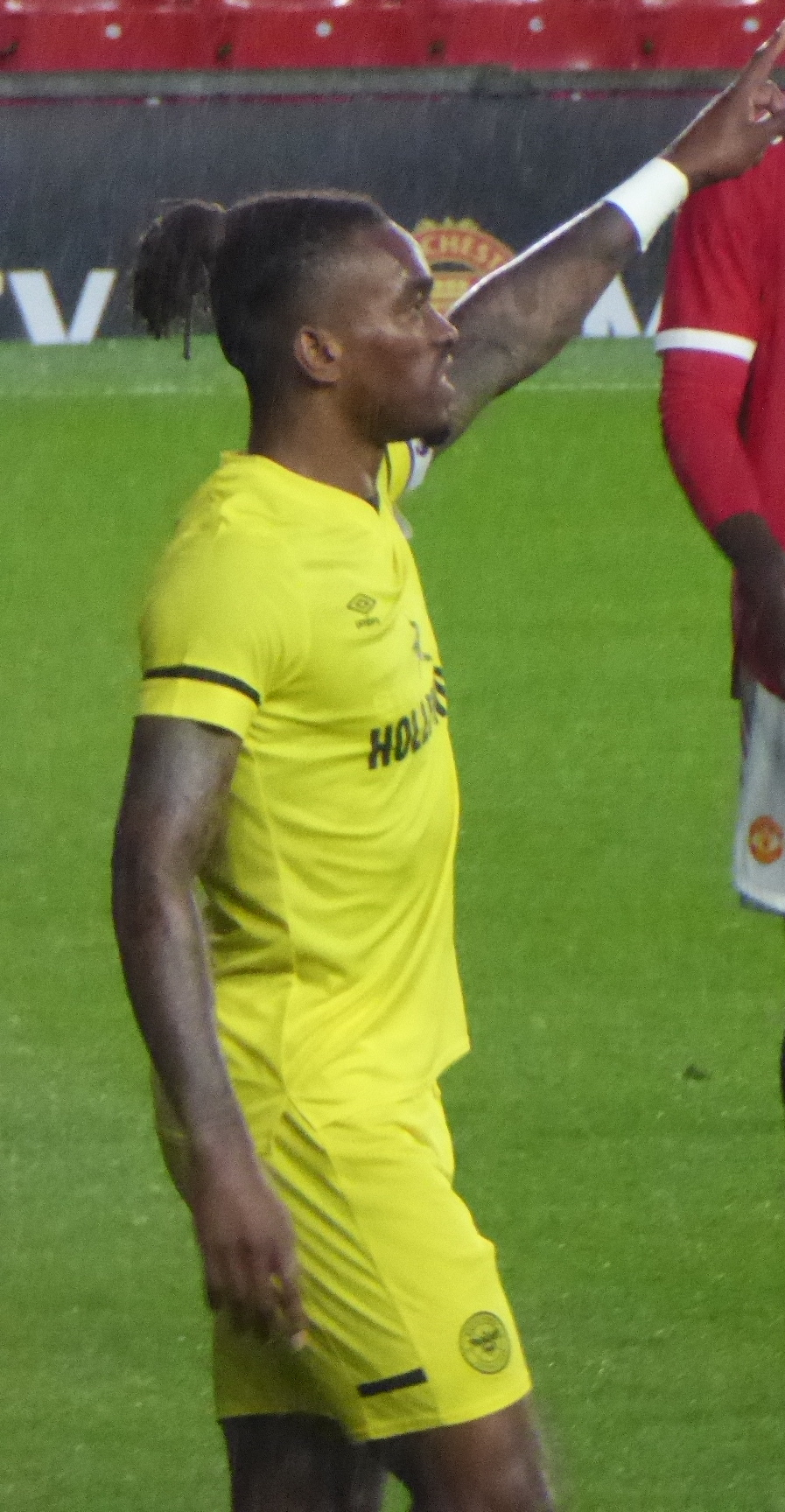
Toney bei Brentford (2021)

Am 31. August 2020 wechselte Toney zum Zweitligisten FC Brentford, wo er einen Fünfjahresvertrag unterzeichnete. Sein Debüt bestritt er am 12. September 2020 (1. Spieltag) bei der 0:1-Auswärtsniederlage gegen Birmingham City. Sein erster Torerfolg gelang ihm zwei Wochen später (3. Spieltag) beim 1:1-Unentschieden gegen den FC Millwall. In den nächsten drei Ligaspielen gelang es ihm in jeder Partie zwei Mal zu treffen. In der Saison 2020/21 schoss er 33 Tore und gab 10 Vorlagen. Damit half er Brentford in die Premier League aufzusteigen.
Im Mai 2023 wurde Toney wegen 232 Verstößen gegen die Wettbestimmungen für acht Monate gesperrt. Außerdem erhielt er eine Geldstrafe in Höhe von 50.000 britischen Pfund.

### Al-Ahli
Im August 2024 wechselte er nach Saudi-Arabien zu Al-Ahli. Am 3. Mai 2025 stand er mit Al-Ahli im Finale der AFC Champions League Elite, das man mit 2:0 gegen den japanischen Vertreter Kawasaki Frontale gewann.

### Nationalmannschaft
Im September 2022 berief Nationaltrainer Gareth Southgate Toney erstmals in die englische Nationalmannschaft, ohne ihn zunächst einzusetzen. Im März 2023 gab er schließlich sein Debüt in der Nationalmannschaft, als er in der Schlussphase des EM-Qualifikationsspiels gegen die Ukraine für Harry Kane eingewechselt wurde. Nachdem er anschließend wegen Verstößen gegen die Wettbestimmungen für acht Monate gesperrt war, kehrte er im März 2024 wieder in die Mannschaft zurück und wurde im Sommer auch in den Kader für die Europameisterschaft 2024 berufen.

## Erfolge

### Verein
FC Barnsley
- Aufstieg in die EFL Championship: 2015/16
- Football League Trophy: 2015/16

FC Brentford
- Aufstieg in die Premier League: 2020/21

Al-Ahli
- AFC Champions League Elite-Sieger: 2024/25

### Individuelle Auszeichnungen
- Torschützenkönig in der EFL League One: 2019/20
- Torschützenkönig in der EFL Championship: 2020/21
- EFL Player of the Year: 2020/21[57]

## Trivia
Am 18. Juli 2018 wurde ein 25 Jahre alter Mann aus Sunderland zu gemeinnütziger Arbeit und einer Geldstrafe verurteilt, nachdem er Toney im Dezember 2017 auf Twitter rassistisch beleidigt hatte.
Zu Beginn der Saison 2018/19 wurde Toney von den Anhängern seines damaligen Vereins Peterborough United mit einem eigenen Anfeuerungsruf bedacht, der primär um die Größe seines Gemächts behandelte. Toney bat im Oktober 2019 die Fans darum, den Gesang familienfreundlich abzuändern.